# Droga wojewódzka 469
Die Droga wojewódzka 469 (DW 469) ist eine 35 Kilometer lange Droga wojewódzka (Woiwodschaftsstraße) in der polnischen Woiwodschaft Łódź, die Uniejów mit Wróblew verbindet. Die Strecke liegt im Powiat Poddębicki und im Powiat Zgierski.

## Streckenverlauf
Woiwodschaft Łódź, Powiat Poddębicki
-  Uniejów (Uniejow) (DK 72, DW 473)
- Wola Przedmiejska
- Biernacice
- Bronówek
- Zalesie
- Kłódno
- Nowy Gostków
-  Wartkowice (Wartkowice) (A 2, DW 703)
- Biała Góra
- Zacisze
- Powodów Trzeci
- Powodów Drugi
- Powodów Pierwszy

Woiwodschaft Łódź, Powiat Zgierski
- Leźnica Wielka-Osiedle
- Opole
- Borszyn
- Solca Wielka
-  Wróblew (Sperlingslust) (DK 91)